# István Rózsavölgyi
István Rózsavölgyi, född 30 mars 1929 i Budapest, död 27 januari 2012, var en ungersk friidrottare.
Rózsavölgyi blev olympisk bronsmedaljör på 1 500 meter vid sommarspelen 1960 i Rom